# Marianne
Marianne (Французька вимова: maˈʁjan, укр. Маріанна — французький щотижневий журнал. «Маріанна» розповідає про політичне та економічне життя Франції та про інших країни світу, дає актуальну інформацію з гарячих точок планети, висловлює свою думку на події що відбуваються в сучасному світі, які відбуваються не тільки у Франції, але і в інших країнах. На сторінках журналу ви знайдете багато матеріалів про політиків, філософів, акторів та інших діячів культури і науки багатьох країн.

## Історія
«Маріанна» була створена в 1997 році Жан-Франсуа Кан з Морісом Szafran як автор редакційної. Основний акціонер компанії є Роберт Ассараф з 49,4% акцій.
«Маріанна» затверджує розподіл 300 000 копій на тиждень, але перевищила на 580 000 з французьким Новини Журнал рекордсмен «Справжній Саркозі» у квітні 2007 року.

## 2007 Президентські вибори
У 2007 на президентських виборів у Франції редактором Маріанни був Жан-Франсуа Кан, Моріс Сзафран. Ніколя Domenach відкрито підтримав правоцентристської кандидата Франсуа Байру. У той же час вони піддавалися «фаворитом редакції» і виступали за французс соціалістічес партію кандидат Сеголен Руаяль.
Крім того, вони привели сильну «анти-Саркозі» кампанію в журналі видали в спеціальному випуску, опублікованому в квітні 14 ~ 20 (# 521) за день до голосування, стверджуючи, що кандидат Ніколя Саркозі був «божевільним» (який був назву Попередній випуск) в негативному портрет «всіх небезпек». Така агресивна практика досить часто використовується у Великій Британії та Сполучених Штатах є незвичайний для Франції.
Випуск № 521 «Real Саркозі» (Le Vrai Саркозі) був названий на честь популярної анти-Саркозі пропаганди відео вперше випущений 5 липня 2006 в онлайн-послуг  — як Dailymotion (2132686 переглядів) французьким колегою з YouTube (927770) — лівими прихильниками групи РЕСО (близько до Соціалістичної партії Франції «з Домінік Стросс-Кан крило) автор» AntiSarko "2005 онлайн кампанії, яка стала бестселером журналу (580000 примірників).
з тих пір зробив онлайн безкоштовно на вебсайті журналу для питання добре продається з винятковим з друку і двох Передрук, але деякі журналісти стверджували, що критичні зауваження щодо Саркозі та зміцнив прихильників Саркозі за процесом віктимізації.
Кришка під назвою попередній випуск років (# 520) «несправність Саркозі: він вибрав Буша Америку від Ширака Франції» (La брак Саркозі: Іра choisit l'Amérique де Буша CONTRE La France-де-Жака Ширака), як посилання на Саркозі побував один з небагатьох французьких політиків спочатку підтримують 2003 вторгнення в Ірак, яке було описано французами далеко зліва і ліве крило, як «збій» і в частині Шарля де Голля, правого крила, як «помилка».

## Наклад
Починаючи з 2005 року, журнал може похвалитися 220 000 примірників проданих в середньому, і починаючи з серпня 258 000 примірників; до кінця року було продано 300 000 екземплярів.
Два іксклюзівних номера вийшли накладом в 500 000 примірників, у тому числі суботній номер 14 квітня 2007, за тиждень до першого туру президентських виборів у Франції 2007 року, коли журнал опублікував статтю з пропозицією розкрити «справжнє обличчя» Ніколя Саркозі .
Після президентських виборів 2012 року, газета не переглядає свою редакційну лінію і переживає кризу в продажах (- 9,6 % в 2012 році) і доходів (3000000 EUR очікуваних втрат у 2013 році). Генеральний директор Моріс Szafran оголосив про свою відставку 6 листопада 2013, стверджуючи, стратегічне розбіжність з іншими акціонерами.
  Жан-Франсуа Кан оживляє розробку нової Маріанни, під його керівництвом редакція працює з червня по грудень 2013 перед передачею керівництва Джозефу Мейс-SCARON.

## Структура власності
До 2005 року найбільшим акціонером був Роберт Ассараф (49.38% акцій), а також голова наглядової ради Маріанна. Основними акціонерами є сьогодні:
57 %: Ів Chaisemartin;
31 %: Маріанна Фінанси (Maurice Szafran)
Інші акціонери: Пол Ледерман, Гай Sitbon, Тьєррі Верет, Франк Ульман.

## Державні субсидії
За даними Міністерства культури і масових комунікацій, Маріанна отримала 1504222 євро фінансової допомоги від держави у 2012 році